# ラウラ・マルチネス・アベレンダ
ラウラ・マルチネス・アベレンダ（Laura Martinez Abelenda　1998年12月1日- ）はスペイン出身の柔道選手。階級は48kg級。

## 経歴
2015年のヨーロッパユースオリンピックフェスティバル44㎏級で2位となったが、世界カデでは7位だった。2017年のヨーロッパジュニア48㎏級で2位になると、 世界ジュニアでも2位になった。2019年のグランドスラム・バクーでIJFワールド柔道ツアー初優勝を飾った。世界選手権では準々決勝でウクライナのダリア・ビロディドに髪の毛を掴まれながら大外刈で投げられるも、それが相手の反則行為とみなされず、5位にとどまった。2021年の東京オリンピックには出場できなかった。2024年のパリオリンピックでは5位だった。2025年の世界選手権では3位になった。
IJF世界ランキングは3264ポイント獲得で9位(25/6/2現在)。

## 主な戦績
- 2015年 - ヨーロッパユースオリンピックフェスティバル　2位(44㎏級)
- 2015年 - ヨーロッパカデ　5位(44㎏級)
- 2015年 - 世界カデ　7位(44㎏級)
- 2016年 - U23ヨーロッパ選手権　3位
- 2017年 - ヨーロッパジュニア　2位
- 2017年 - 世界ジュニア　2位
- 2018年 - ヨーロッパジュニア　3位
- 2019年 - グランドスラム・バクー　優勝
- 2019年 - 世界選手権　5位
- 2022年 - グランドスラム・トビリシ　2位
- 2022年 - グランプリ・ザグレブ　3位
- 2023年 - グランプリ・リンツ　2位
- 2023年 - グランドスラム・アスタナ　2位
- 2023年 - グランプリ・ザグレブ　3位
- 2023年 - ヨーロッパ選手権　3位
- 2024年 - グランドスラム・パリ　3位
- 2024年 - パリオリンピック　5位
- 2025年 - 世界選手権　3位

(出典、JudoInside.com)